# Giuseppe Plochiù
Giuseppe Plochiù (1807 circa – 9 luglio 1869) è stato un politico italiano.

## Biografia
Medico, fu  deputato del Regno di Sardegna nella I legislatura, eletto nel collegio di Cavour.